# Guillaume Faye
Pour les articles homonymes, voir Faye.
 (septembre 2022).
Guillaume Faye, né le 7 novembre 1949 à Angoulême et mort le 6 mars 2019 dans le 16e arrondissement de Paris, est un essayiste, journaliste et théoricien politique d'extrême droite français.
Dans les années 1970-1980, il est l’un des principaux théoriciens de la Nouvelle Droite, dans le cadre du Groupement de recherche et d'études pour la civilisation européenne (GRECE). Il rompt un temps avec la politique et travaille notamment comme animateur de radio sur Skyrock, sous le pseudonyme de Skyman. À partir de 1998, il revient dans le débat des idées politiques, en contribuant à la création et au développement de ce qui va devenir la mouvance identitaire.
Il est l'inventeur des concepts d'« ethnomasochisme » et d'« archéofuturisme ».

## Biographie

### Jeunesse et études
Guillaume Faye naît le 7 novembre 1949 à Angoulême. En 2001, à l'occasion d'un long entretien, il déclare : « J’ai été élevé dans le culte du nationalisme français, de tendance bonapartiste, et le résultat paradoxal en fut un patriotisme européen. Mon milieu social d’origine est celui de la grande bourgeoisie parisienne, que je connais parfaitement de l’intérieur et dont je n’ai jamais partagé les idéaux conformistes et matérialistes, que je n’ai jamais enviée, parce que le style de vie qu’elle me proposait, fondamentalement, ne m’intéressait pas ». Il dit avoir été d'abord situationniste.
Il est diplômé de l'Institut d'études politiques de Paris (section Service public, promotion 1973) et indique être « licencié d'histoire-géo ». À Sciences Po, après le départ de Jean-Yves Le Gallou, il anime de 1971 à 1973 le Cercle Pareto.

### Premier passage auGRECE(1970-1986)

Guillaume Faye intègre le GRECE (logo) en 1970.

Guillaume Faye milite au GRECE à partir de 1970, à l'invitation de Dominique Venner. Influencé durant cette décennie par Henri Lefebvre, il est alors l'une des principales plumes du GRECE où il traite les problèmes économiques et occupe le poste de secrétaire aux études et recherches,. Il contribue à diffuser certains des grands thèmes des extrêmes droites radicales des années 1970-1980 : défense de l'« identité » culturelle et biologique contre le métissage, euro-fédéralisme, soutien à l'Iran de Khomeini, antisionisme, etc. D'après le sociologue Michel Wieviorka, « ses textes de jeunesse se caractérisent par leur antiaméricanisme et leur antisionisme qu'il tend à fusionner en une seule même entité « américano-sioniste », ainsi que par la promotion d'une alliance entre l'Europe et le tiers-monde, et plus particulièrement les pays arabes ». Il est notamment secrétaire général de l’Association de défense des travailleurs immigrés arabes en Europe. En fait, il prône le « retour dans leur pays » de ces travailleurs immigrés, pour « leur éviter une nouvelle forme d'esclavage » et « un déracinement qui altère profondément leur identité ». À l'été 1979, il participe au « serment de Delphes », qui, dans le cadre d'un « pèlerinage aux sources » de la « civilisation européenne » en Grèce, réunit une trentaine de cadres néo-droitiers.
Parallèlement, au début des années 1980, il dispense des cours de sociologie de la sexualité à l’université de Besançon.
D'après Nicolas Lebourg, il joue le « rôle de passerelle entre les nouvelles droites françaises et étrangères, entre les divers courants radicaux ». Robert Steuckers, ancien membre du GRECE, considère qu'il est « sans doute la figure historique de ladite “nouvelle droite” qui était la plus proche, par la pensée, de Jean Thiriart : même intérêt pour les questions géopolitiques, même aversion pour les fanatismes religieux, même engouement pour la pensée politique pure (Hobbes, Machiavel, Pareto, Freund, Schmitt, etc.) ». Il manifeste également une préoccupation pour le thème de la modernité — « ou plutôt de la post-modernité » selon l'historienne Anne-Marie Duranton-Crabol —, qu'il redéfinit comme la redécouverte du passé des cultures holistes, antérieur à la conscience chrétienne, et comme « projection d'un certain passé dans l'avenir ». Nicolas Lebourg ajoute qu'il « a le goût de la provocation, citant souvent Debord, n'hésitant pas à faire l'apologie de l'homosexualité et des transsexuels ». Philippe Lamy relève qu'il prend en 1985 la défense de l'ouvrage de Jean-Yves Le Gallou, La Préférence nationale, réponse à l'immigration, « alors que la rupture entre le GRECE et le Club de l'horloge est bien consommée »,.
Guillaume Faye crée le collectif Avant-guerre, destiné à développer des projets artistiques, dans un style qui annonce déjà son futur concept d'« archéofuturisme ». En 1984, en compagnie du peintre Olivier Carré et de la sœur de ce dernier, il enregistre une cassette, Scène de chasse en ciel d'Europe. Le scénario, inspiré de l'incident du Vol Korean Air Lines 007 en 1983, narre le prélude de l'affrontement entre l'« Occident décadent et cosmopolite » et la Fédération, « notre immense patrie aux cent-treize provinces ». La cassette est diffusée dans un premier temps sur plusieurs radios libres. Elle donne lieu, en 1985, à une bande dessinée, Avant-guerre, dont le scénario est écrit par Guillaume Faye et les planches réalisées par Éric et Jean-Marc Simon.

#### Départ du GRECE
Selon Nicolas Lebourg, Guillaume Faye aurait été exclu du GRECE fin 1986, et son éviction aurait été notamment causée par ses références à Jean Thiriart. Selon Robert Steuckers, en revanche, Guillaume Faye serait parti de lui-même en avril-mai 1987, en raison de désaccord sur l'évolution du GRECE et de la façon dont il était traité par Alain de Benoist,. Il justifie ainsi son départ : « La Nouvelle droite, comme le GRECE, ne sont plus que l'ombre d'eux-mêmes et ont abandonné le combat identitaire. Ils ont abandonné toute idée de défense de l'identité européenne et, en faux rebelles, avides de se faire (évidemment en vain) reconnaître par le système, ils s'alignent totalement sur les positions de l'extrême gauche et du Monde diplomatique, par exemple : islamophilie, tiers-mondolâtrie, silence radio sur l'immigration (stratégie d'« évitement » : surtout ne pas parler de ce qui choque), anticapitalisme sommaire, anti-américanisme rabâcheur et inefficace, antisionisme affligeant, tapageur et haineux ». Plus tard, il publie dans son ouvrage L'Archéofuturisme (1998) un mémorandum, dans lequel il souligne les responsabilités d'Alain de Benoist dans ce qu'il considère comme l'échec de la « nouvelle droite ». Il estime qu'elle s'est enlisée dans des « impasses », telles un paganisme folklorique, un « gauchisme révisé », ou un « fétichisme pour des mots creux ». Il estime que le concept de nouvelle droite a fait faillite car « désormais grevé de trop d’ambiguïtés ».
En 1987, il donne une dernière conférence au nom du GRECE, à Bruxelles, sur la « soft-idéologie », qu'il présente comme le totalitarisme mou de la démocratie. Le politologue Stéphane François indique que « Robert Steuckers a ensuite remplacé Guillaume Faye comme théoricien de la tendance révolutionnaire-conservateur, lorsque celui-ci est parti du GRECE en 1986 ».
Durant la période où il est membre du GRECE, outre sa participation à Éléments et à Nouvelle École, il travaille comme journaliste au Figaro Magazine, à Paris Match, à VSD, et est animateur sur La Voix du Lézard.
Après avoir quitté le GRECE, Guillaume Faye participe aux activités de Ker Vreizh, une « maison bretonne » située dans le quartier Montparnasse à Paris, animée par Yann-Ber Tillenon et Goulven Pennaod. Ce groupe breton édite alors la revue Diaspad, au sein d’un « Cercle Maksen Wledig », nom celtique de l’empereur romain Maxence. La même année, Faye publie, avec l’aide de deux de ses amis, Bertrand Burgalat et Falavigna, un journal, J’ai tout compris, qui ne publiera que quatre numéros. Mais il va désormais s'éloigner du combat politique pour une longue période.

### Excursion hors de la politique (1987-1997)
De 1987 à 1997, Guillaume Faye se tient éloigné de la politique. Grâce à l'amitié de Pierre Bellanger, PDG de Skyrock,, il anime à partir de 1990 la nouvelle émission matinale (« Les Zigotos ») de la station sous le pseudonyme de Skyman, aux côtés d'Arthur — qui se brouille avec lui — puis de Bruno Roblès, alors que son identité réelle est inconnue des auditeurs. D'après Emmanuel Lemieux, son programme « réalise […] un carton auprès des jeunes auditeurs et consolide la marque Skyrock. Ce redresseur de torts anonyme agit sur simple dénonciation et venge les petites gens des affronts qu'elles ont subis de la part d'autrui, prof, voisin ou autre… Plus classique, dans la veine d'un Francis Blanche sur Radio Luxembourg au milieu des années cinquante, Skyman imagine également des canulars auprès du show-biz […] ». Il collabore également à L'Écho des savanes, écrit des scénarios pour des bandes dessinées. Il participe à l'émission Télématin sur France 2 de 1991 à 1993. Il participe également aux premiers numéros de la revue Gaie France, journal homosexuel néonazi et ouvertement pédophile, et défend l'« érotisme adolescent » au nom du paganisme,.
L'un de ses plus célèbres canulars est une mise en scène consacrée à l'art contemporain. Faye se présente à une galerie d'art sous l'identité d'un artiste-peintre lituanien imaginaire, ami personnel du nouveau président de la Lituanie dé-soviétisée. En vingt-quatre heures, Faye et deux de ses amis, tous trois fortement alcoolisés, peignent une vingtaine de toiles, représentant des phallus en érection. Le lendemain, ils exposent les toiles dans la galerie. Un public nombreux, composé de critiques d'art et d'amateurs, afflue à l'exposition, et la plupart des toiles sont vendues au prix fort. Le jour suivant, Faye et ses amis remboursent les acheteurs en expliquant qu'il s'agissait d'un canular.

### Référence de la mouvance identitaire (1997-2019)
Réintégré au GRECE en 1997, où il rejoint le courant animé par Pierre Vial, il tient un discours nettement plus virulent sur la question raciale et fortement islamophobe. Nicolas Lebourg qualifie ce changement d'orientation de « retour aux positions d'Europe-Action ». Pour Stéphane François, « il développe une philosophie raciste fortement influencée par les thèmes « blubo » (de Blut und Boden, « Sang et Terre »), c’est-à-dire par une idéologie de type nazie ».
À partir de 1998, il publie plusieurs livres de réflexion qui font de lui l'un des principaux inspirateurs de la mouvance identitaire. Ses nouvelles positions sont très éloignées de la ligne tiers-mondiste et anti-occidentale qu'il défendait lors de son premier passage au GRECE, quand il prônait la création d'un axe Europe-tiers-monde pour lutter contre l'hégémonie américaine. Il se distancie ensuite de l'anti-américanisme de la Nouvelle Droite, qu'il avait lui-même largement contribué à théoriser. Pour lui, désormais, l’Amérique n'est que l'adversaire principal et non plus l'ennemi principal, qui, lui, « est composé des masses allogènes qui colonisent l'Europe, de tous ses collaborateurs (États étrangers ou cinquième colonne) et de l'islam ». Il faut donc, selon lui se différencier des États-Unis et « pratiquer l'euro-centrisme » pour fonder une Europe forte et unie afin de traiter avec eux en égal et non en vassal. Il vice-préside l'association Breizheurop.
Dans L'Archéofuturisme, paru en 1998, il appelle à « penser ensemble, pour les sociétés du futur, les avancées de la techno-science et le retour aux solutions traditionnelles de la nuit des temps » et fait l’éloge de la « mentalité européenne » faustienne qui se manifesterait dans « […] la cathédrale de Reims, l’escalier à double révolution du château de Chambord, les dessins de Vinci, les BD de Liberatore et de l’école bruxelloise, ou du design des Ferrari ou les réacteurs germano-franco-suédois d’Ariane 5 ». Nicolas Lebourg estime que le concept « rappelle fort le « vieux-neuf » de Rosenberg ». Stéphane François juge quant à lui qu'il « est largement tributaire de la postmodernité maffesolienne définie comme la synergie de l’archaïsme et du développement technologique ». Guillaume Faye y déplore par ailleurs que le GRECE n'ait pas pratiqué l'entrisme au sein du Front national plutôt que de s'opposer à lui, ce qui aurait ainsi empêché selon lui que des cadres du GRECE tels que Pierre Vial et Jean Mabire ne se rallient au parti lepéniste. Alain de Benoist commente durement l'ouvrage.
En 1999, il prend la parole au Club de l'horloge — il le fera une nouvelle fois en 2002. En 2000, il publie La Colonisation de l'Europe qui connaît un succès important dans les milieux identitaires,. Nicolas Lebourg relève qu'il y « reconnaît sa dette envers Alexandre del Valle » et résume sa thèse selon laquelle « l’Europe serait soumise à une colonisation afro-maghrébine, les « tournantes » qui font la une de l’actualité seraient des opérations d’« épuration ethnique », et il faudrait enclencher la « Reconquista » puis organiser l’alliance du monde blanc ». Il y affirme également la supériorité de la civilisation européenne sur les autres. Pour le politologue Stéphane François, cet ouvrage lance le thème du refus de l'islam au sein de la mouvance identitaire. Avec ce livre, Guillaume Faye et son éditeur sont condamnés chacun à 50 000 francs d’amende par la XVIIe chambre correctionnelle de Paris pour incitation à la haine raciale.
D'après Stéphane François, son livre intitulé Pourquoi nous combattons. Manifeste de la Résistance européenne (Paris, L'Æncre, 2001), « au soubassement théorique très influencé par une vision ethniciste de la géopolitique, est considéré par des identitaires comme le manifeste de la pensée identitaire. En effet, selon Pierre Vial, « Il manquait au courant identitaire une véritable doctrine de synthèse idéologique et politique qui au-delà de tous les partis, tendances, chapelles et sensibilités, rassemble enfin autour d’idées et d’objectifs clairs l’ensemble des forces qui s’opposent au dramatique déclin des Européens. […] Comme le fut pour la gauche du XIXe siècle le Manifeste du parti communiste de Karl Marx, Pourquoi nous combattons est destiné à devenir le manuel de base des forces identitaires européennes du XXIe siècle. Sa possession et sa lecture attentive sont absolument indispensables » ». Guillaume Faye présente lui-même son livre comme « une véritable doctrine de synthèse idéologique et politique visant à rassembler tous les Européens ». Le Bloc identitaire choisit le sanglier comme logo en référence à la couverture de l'ouvrage.
Dans Avant-guerre : chronique d'un cataclysme annoncé (2002), le sociologue Michel Wieviorka note que « le ton devient violemment antiarabe et le problème n'est plus « américano-sioniste », mais « américano-arabe » ». Dans un article publié sur son site en 2015, il défend l'idée que les États-Unis soutiendraient les islamistes et l'État islamique. Dans un chapitre intitulé « La nouvelle question juive », Guillaume Faye se situe comme « ethnocentriste » et « judéo-indifférent ». Tout en reprenant, selon Michel Wieviorka, « des énoncés antisémites quelque peu euphémisés », il estime que « l'État d'Israël risque, à terme, de… disparaître » et que la « question juive va se clore » : « […] les Juifs ne visent pas au « califat universel », à la domination physique du monde, ce qui est l'objectif avoué des islamistes. Leur but est une sorte de philosophie spirituelle et intellectuelle. Mais au cours du XXIe siècle, ils ne feront probablement plus le poids face à l'islam ni au reste du monde ». Il cite [Quoi ?] également William Luther Pierce, « proche des milieux néonazis américains » selon Michel Wieviorka. Stéphane François relève qu'à l'extrême droite, Guillaume Faye n'est pas le seul à adopter une attitude « philosémite » par haine de l'islam, mentionnant « le folkiste Bruno Favrit ».
En 1999, il signe pour s'opposer à l'intervention de l'OTAN dans la guerre du Kosovo la pétition « Les Européens veulent la paix », initiée par le collectif d'extrême droite Non à la guerre.
À partir de septembre 2000, il publie une lettre mensuelle intitulée J'ai tout compris ! : lettre de désintoxication, titre emprunté à celui de sa première revue, à laquelle participaient Bertrand Burgalat et Olivier Mathieu. Après une interruption de plus d'un an, il lance une nouvelle lettre intitulée Signal d'alarme lors de sa reparution en avril 2006. Quelques années plus tard, il reprend le titre J'ai tout compris ! pour les besoins d'un blog.

#### Exclusion du GRECE

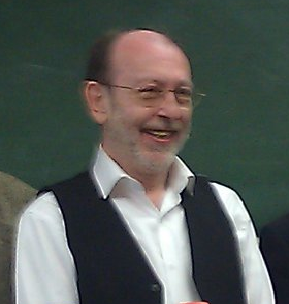
Alain de Benoist exclut Guillaume Faye du GRECE pour la deuxième fois en 2000.

C'est à cause de La Colonisation de l’Europe qu'Alain de Benoist l'exclut du GRECE par une assemblée fédérale des cadres convoquée en mai 2000 ; il l'accuse par ailleurs de racisme avec Charles Champetier dans une publication italienne, et dénonce « un hybride d'X-Files et de Mein Kampf ».
Guillaume Faye poursuit ses activités au sein de Terre et Peuple, le mouvement de Pierre Vial qui l'invite aux Journées scientifiques du Front national. Il est l’une des principales références idéologiques du Front nouveau de Belgique et du Vlaams Blok.
En 2004, Le Libre Journal de la France courtoise, dirigé par Serge de Beketch, publie une interview de Guillaume Faye réalisée en micro caché, dans laquelle ce dernier affirme prendre des postures provocatrices par intérêt financier et pour porter préjudice au reste du milieu d'extrême droite. Faye envoie à Serge de Beketch un droit de réponse dans lequel il affirme avoir parlé ainsi pour provoquer ses interlocuteurs. En 2007, il publie La Nouvelle Question juive, un ouvrage dans lequel il remet en question les positions de l'extrême droite à l'égard des Juifs, en attaquant les négationnistes et plusieurs personnalités (Alain de Benoist, Christian Bouchet, Alain Soral) ; il plaide pour une alliance stratégique « avec les sionistes » pour lutter contre l'islam. Avec cette publication, qui « remporte un certain succès » selon le politologue Jean-Yves Camus, les attaques à son encontre se multiplient au sein de l'extrême droite, notamment de la part de Robert Faurisson et de Jürgen Graf ; Pierre Vial annonce sa rupture avec lui. L'association belge RésistanceS note en 2008 qu'« au sein de l'extrême droite personne n'a pris la défense de Guillaume Faye. À l'exception récente du mensuel du Front nouveau de Belgique ».
La même année, REFLEXes affirme : « l’impact et l’influence de Guillaume Faye sur les jeunes militants d’extrême droite a quasiment disparu. L’imminence de la « guerre ethnique » prophétisée par Faye il y a quelques années et qui faisait tant fantasmer les militants radicaux d’alors passe aujourd’hui pour une chimère et un alibi à l’inaction. Les récentes sorties de l’ancien du GRECE à propos d’Israël ou des USA, ainsi que l’interview-piège menée par William Bonnefoy, ont considérablement terni son message et son image. Cependant si Guillaume Faye perd du terrain chez les militants politiques, il reste toujours une référence pour des cercles moins encadrés ou formés politiquement comme le milieu bonehead ou les groupuscules nationalistes déconnectés des structures d’extrême droite classiques. »
En juin 2006, il participe à Moscou à la « conférence internationale sur l'avenir du peuple blanc », qui regroupe des organisations proches de Terre et Peuple, et débouche sur la signature d'un « appel », dit « de Moscou ».
En 2014, il participe aux « Assises de la remigration » organisées par le Bloc identitaire. Il est proche du journaliste américain Jared Taylor, défenseur de thèses racialistes blanches.

### Mort
Il meurt dans la soirée du 6 mars 2019 des suites d'un cancer, dans le 16e arrondissement de Paris.
Quelques mois après la mort de Guillaume Faye, un certain Patrice Sage, par ailleurs passé par le GRECE au début des années 1980 avant de retourner au "christianisme", publie dans la revue catholique traditionaliste Le Sel de la terre un article intitulé « La mort chrétienne de Guillaume Faye ». Selon l'article, Guillaume Faye, gravement malade, a demandé à rencontrer un prêtre à la fin de l’année 2018, puis à recevoir le sacrement de pénitence en janvier 2019, et à recevoir l’extrême-onction huit jours avant sa mort. Pour le journaliste Philippe Baillet, c'est une affirmation hautement improbable, qu'il assimile à une tentative de récupération inattendue de la droite catholique.

## Concepts

### L'«Eurosibérie»
Guillaume Faye se dit proche des idées de Vladimir Poutine,.
Il crée le concept d'« Eurosibérie », qu'il définit comme « l’espace destinal des peuples européens enfin regroupés de l’Atlantique au Pacifique, scellant l’alliance historique de l’Europe péninsulaire, de l’Europe centrale et de la Russie ». Stéphane François l'analyse comme « une forme de nationalisme européen, à l’instar des systèmes des théoriciens d’extrême droite Oswald Mosley, Yockey, Carl Schmitt et Julius Evola, mais avec un aspect ethnique et raciste très affirmé ». Nicolas Lebourg considère qu'il développe ce concept « pour se démarquer du caractère multi-ethnique des thèses eurasistes en vogue sous l'influence du russe Alexandre Douguine ». Ancien membre du GRECE, Robert Steuckers, tout en reconnaissant la paternité du concept à Guillaume Faye, précise qu'il « nous vient de Youri Semionov […], un Russe blanc de l’entre-deux-guerres, qui deviendra professeur de géographie à Stockholm en Suède ». Terre et Peuple, Unité radicale et les Jeunesses identitaires font explicitement référence au concept d'« Eurosibérie » par la suite.

### L'« ethnomasochisme »

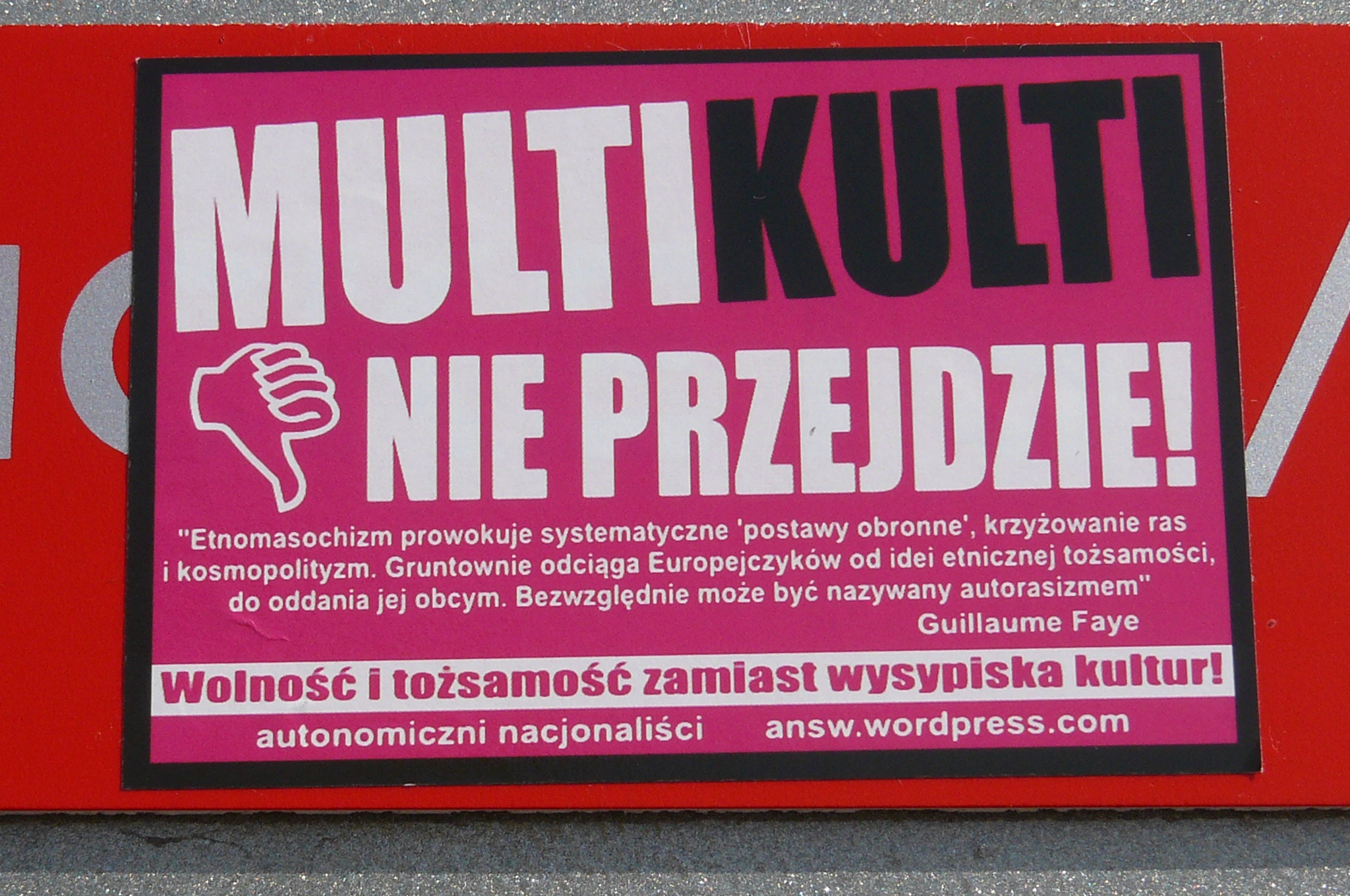
Une affiche polonaise contre le multiculturalisme, citant Guillaume Faye et son concept d'« ethnomasochisme ».

Guillaume Faye développe dans ses écrits le concept d'« ethnomasochisme », qu'il définit comme la tendance d'un peuple déterminé à dénigrer sa propre histoire, sa culture et ses valeurs par rapport à celles de l'étranger, en stigmatisant ses propres fautes historiques et en souhaitant sa propre dissolution par le fait d'une immigration massive. Certains adversaires du métissage considèrent l'apologie du métissage comme une forme d'« ethnomasochisme » : le terme a été repris dans les discours et les écrits de divers mouvements et auteurs, se retrouvant pour l'essentiel à l'extrême droite,.
Analysant le discours de Guillaume Faye, Stéphane François y voit un « paganisme sociologique », « visiblement influencé par Michel Maffesoli », « qui s’enrichit d’un aspect ethnique fortement prononcé […] », associé à « un discours anti-chrétien, malgré les propos d’apaisement […] », ainsi qu'à une critique du néopaganisme.

### L'« archéofuturisme »
Le concept d’« archéofuturisme » est défini dans son livre publié en 1998. D’après Guillaume Faye, le monde se dirige vers une « convergence des catastrophes », qui mettra un terme à la modernité et à son soubassement idéologique, l'égalitarisme. Faye propose comme solution de réconcilier la techno-science et les « valeurs archaïques ». Il appelle à « penser ensemble, pour les sociétés du futur, les avancées de la techno-science et le retour aux solutions traditionnelles de la nuit des temps. Tel est peut-être le vrai nom de la post-modernité, aussi éloignée du passéisme que du culte idiot de l'« actuel ». ». Sans base scientifique, il fait l’éloge de la « mentalité européenne » faustienne, qui se manifesterait dans « […] la cathédrale de Reims, l’escalier à triple révolution du château de Chambord, les dessins de Vinci, les BD de Liberatore et de l’école bruxelloise, ou du design des Ferrari ou les réacteurs germano-franco-suédois d’Ariane 5 ».
Pour Faye, l'« archéofuturisme », ou « constructivisme vitaliste », est un dépassement du concept de « modernité », né de l'idéologie des Lumières. Mais il rejette toute forme de passéisme. Il rattache le terme « archaïque » à son sens originel : le substantif grec « archè », qui signifie à la fois « fondement » et « commencement », autrement dit « impulsion fondatrice ».

## Ouvrages
- Le Système à tuer les peuples, Paris, Copernic, coll. « Théoriques », 1981, 189 p. (ISBN 2-85984-069-9, BNF 36602545), traduit en italien.
- Contre l'économisme : principes de l'économie politique, Paris, Le Labyrinthe, coll. « Orientations », 1983, 67 p. (BNF 34730368)
- Sexe et Idéologie, Paris, Le Labyrinthe, 1983, 29 p.
- La NSC, la nouvelle société de consommation, Paris, Le Labyrinthe, coll. « Orientations », 1984, 59 p. (BNF 34771989)
- L'Occident comme déclin, Paris, Le Labyrinthe, coll. « Orientations », 1984, 85 p. (BNF 36624054)
- Avant-guerre (ill. Éric et Jean-Marc Simon) (bande dessinée), Paris, Carrère, 1985, 48 p. (présentation en ligne)
- Europe et Modernité, Esneux (Belgique), Eurograf, 1985, 62 p.
- Nouveau discours à la nation européenne (préf. Michel Jobert), Paris, Albatros, 1985, 164 p. (BNF 36630219), traduit en allemand (2000).
- Les Nouveaux Enjeux idéologiques, Paris, Le Labyrinthe, coll. « Les Cahiers de la Nouvelle Droite », 1985, 135 p. (BNF 34986164)
- Avec Pierre Freson et Robert Steuckers, Petit lexique du partisan européen, Esneux, Eurograf, 1985, 107 p. (lire en ligne) ; rééd. Ars Magna, coll. « Les Ultras », Nantes, 198 p., 2023  (ISBN 978-2383560777)
- « Pierre Barbès » et François-Bernard Huyghe, La Soft-idéologie, Paris, Robert Laffont, coll. « Essais », 1987, 214 p. (ISBN 2-221-05537-3, BNF 34987137)
- Avec Jean-Philippe Serrano, Le Guide de l'engueulade, Paris, Presses de la Cité, coll. « Hors collection », 1992, 191 p. (ISBN 2-258-03501-5, BNF 35502936)
- « Professeur Skyman » et Jean-Christophe Florentin, Viol, pillage, esclavagisme, Christophe Colomb, cet incompris : essai historico-hystérique, Paris, Grancher, 1992, 246 p. (BNF 35539655)
- « Skyman » et Jean-Philippe Serrano, Le Manuel du séducteur pressé, Paris, Presses de la Cité, coll. « Hors collection », 1993, 180 p.
- L'Archéofuturisme, Paris, L'Æncre, 1998, 264 p. (présentation en ligne) ; rééd. La Nouvelle Librairie/L'Æncre, coll. « Agora de l'Institut Iliade », Paris, 456 p., 2023  (ISBN 978-2‑3687-6090‑1[à vérifier : ISBN invalide]), traduit en anglais (Arktos, 2010) et en italien.
- Les Extraterrestres de A à Z, Paris, Dualpha, coll. « Vérités pour l'histoire », 2000, 190 p. (ISBN 2-912476-19-4, BNF 37624062)
- La Colonisation de l'Europe : discours vrai sur l'immigration et l'Islam, Paris, L'Æncre, 2000, 350 p. (ISBN 2-911202-30-9, BNF 37191425), traduit en anglais (Arktos 2016).
- Pourquoi nous combattons : manifeste de la résistance européenne, Paris, L'Æncre, 2001, 237 p. (ISBN 2-911202-38-4, BNF 37642181) Version refondue du Petit lexique du partisan européen ; 
traduit en allemand (Wofür wir Kämpfen, Ahnenrad der Moderne, 2006) et en anglais (Why we fight, Arktos, 2011).
- Chirac contre les fachos (ill. Chard), Paris, GFA (chez l'auteur), 2002, 47 p. (BNF 39154328)
- Avant-guerre : chronique d'un cataclysme annoncé, Paris, L'Æncre, 2002, 382 p. (ISBN 2-911202-52-X, BNF 38901720)
- « Guillaume Corvus », La Convergence des catastrophes, Paris, Diffusion international édition (DIE), coll. « Vérité », 2004, 221 p. (ISBN 978-2-914295-12-3, présentation en ligne), traduit en anglais (Arktos, 2012).
- Le Coup d'État mondial : essai sur le nouvel impérialisme américain, Paris, L'Æncre, 2004, 311 p. (ISBN 2-911202-61-9, BNF 39166347), traduit en anglais (Arktos 2017).
- La Nouvelle Question juive, La Fosse, Le Lore, 2007, 396 p. (ISBN 978-2-35352-008-4, BNF 41088554)
- Sexe et Dévoiement, La Fosse, Le Lore, 2011, 370 p. (ISBN 978-2-35352-029-9), traduit en anglais (Arktos 2014).
- L'Archéofuturisme V2.0 : nouvelles cataclysmiques, La Fosse, Le Lore, 2012, 208 p. (ISBN 978-2-35352-034-3), traduit en anglais.
- Mon programme : un programme révolutionnaire ne vise pas à changer les règles du jeu mais à changer de jeu, La Fosse, Le Lore, 2012, 226 p.
- Comprendre l'islam, Paris, Tatamis, 2015, 325 p. (ISBN 978-2-37153-027-0), traduit en anglais (Arktos 2016).
- Guerre civile raciale (préf. Jared Taylor), Éditions Conversano, 2019, 300 p. (ISBN 978-973-0-28594-9, présentation en ligne), traduit en anglais (Arktos, juillet 2019).
- Nederland : roman, Éditions Conversano, 2020, 288 p. (ISBN 978-9730327892)
- Giorgio Locchi, Guillaume Faye, Sur Heidegger et le mythe surhumaniste, Paris, La Nouvelle Librairie, coll. « Agora de l'Institut Iliade », 295 p., 2025  (ISBN 978-2-3860-8046-3)